# Oussama Methazem
Oussama Methazem (en arabe : أسامة متحزم) est un footballeur algérien né le 16 décembre 1993 à Khenchela. Il évolue au poste de gardien de but au CA Bordj Bou Arreridj.

## Biographie

### En clubs
Il évolue en première division algérienne avec les clubs, du CA Batna, du CA Bordj Bou Arreridj et du RC Arbaâ. Il dispute actuellement 36 matchs en Ligue 1.

### En équipe nationale
Methazem participe aux Jeux olympiques d'été de 2016 à Rio de Janeiro avec l'équipe nationale algérienne des moins de 23 ans. Il joue le troisième match contre le Portugal, qui se solde par un match nul 1-1.

## Palmarès

### En sélection
- Finaliste de la CAN U23 2015 avec l'équipe d'Algérie olympique.